# 北106線
北106線 龜山－大粗坑，是位於新北市的一條鄉道，西起新北市新店區龜山，東至新北市新店區大粗坑，全長2.509公里。1967年此路首次列入鄉道系統，當時路線較短，終點位於1.72公里處，1983年調整路線為現在情況。

## 路線說明
新北市
- 新店區：龜山0.0k（起點，台9甲線岔路）→ 桂山路 → 四崁水路 → 大粗坑2.509k（終點）

## 沿線設施
- 桂山電廠

## 連接道路
- 台9甲線（新烏公路）